# Teleprompter
| (1) Càmera              | (2) Tela               |
| (3) Monitor             | (4) Vidre reflector    |
| (5) Imatge del subjecte | (6) Imatge del monitor |

Esquema del teleprompter:

El teleprompter o apuntador òptic és un aparell electrònic que reflecteix el text de la notícia en un vidre transparent, a través del qual se situa una càmera. El presentador de l'informatiu llegeix el text que apareix al vidre i al mateix temps la càmera fa la filmació. En alguns mitjans informatius, aquest aparell també és conegut amb el nom d'autocue, nom d'una de les primeres marques de teleprompters. El nom es refereix a les famoses notes escrites a mà (cue cards en anglès) utilitzades anteriorment al teleprompter.
Com que l'orador no ha menester mirar cap avall per llegir notes escrites, el teleprompter crea la il·lusió que ha memoritzat el discurs o parla espontàniament, com que mira directament a la lent de la càmera. En canvi notes escrites s'han de posar fora de l'eix de la camera, el que fa mala impressió. La paraula TelePrompTer, era una marca comercial utilitzat per TelePrompTer Company, que va desenvolupar l'aparell durant els anys cinquanta; ara és un mot genèric.

## Característiques
Es fa servir en cinema, televisió, vídeos corporatius, concerts i esdeveniments en general, aquesta eina permet a l'orador mantenir un vincle visual amb l'audiència, i evitar de desviar la mirada cap a un guió en paper o necessitar l'ajuda d'un apuntador. En els casos que és important mirar directament a la càmera mentre es recita el text, el teleprompter permet fer les dues coses alestàhora, ja que el text es projecta sobre un mirall situat exactament davant la càmera.
Existeixen dos tipus de teleprompter:
- Els teleprompters de pòdium o presidencials són aquells que s'utilitzen per esdeveniments en els quals és té un orador al davant d'una audiència en viu. En aquests casos, s'acostuma a posicionar a l'orador en una tarima per a referir-se a l'audiència. El pòdium pot estar totalment centrat respecte de l'escenari o també en un extrem d'ell. En els dos casos, el teleprompter sempre facilita la lectura a l'orador i el contacte amb la seva audiència. En aquest tipus, el teleprompter serà alineat i col·locat de 1.5 a 2m de l'orador, amb una inclinació del mirall a 45° perquè res interfereixi en la lectura del monitor.

Si l'orador ha de llegir mentre és gravat, és preferible l'ús del teleprompter en lloc de llegir, per exemple, unes targetes amb les que ha de baixar la mirada.
- Els telepromters càmara són aquells utilitzats per a gravacions de programes de televisió, noticiaris, entre d'altres. Aquest tipus de telepromters es disposen a sobre d'un trípode que suporta una plataforma on es munta un mirall, monitor i càmera. El mirall és de característiques especials, el del costat de la càmera és translúcid mentre que el del costat del conductor és reflectiu.

## Història
TelePrompTer Corporation va ser fundada als anys cinquanta per Fred Barton, Jr., Hubert Schlafly i Irving Berlin Kahn. Barton va ser un actor que hi va pensar com un mitjà per ajudar els artistes i presentadors de televisió que havien de memoritzar grans quantitats de text en poc temps. Schlafly va construir el primer teleprompter l'any 1950. Era simplement un dispositiu mecànic, operat per un tècnic amagat a prop de la càmera. El guió va ser imprès per una màquina d'escriure elèctrica especial en un rotlle de paper que s'anava desenrotllant a mesura que l'intèrpret llegia. Aquestes màquines es llogaven per trenta dòlars l'hora. El 1952, l'expresident Herbert Hoover va utilitzar un teleprompter dissenyat per Schlafly per abordar la Convenció Nacional Republicana a Chicago. Els teleprompters, mecànics es van utilitzar fins a 1992 a programes televisius com The Tonight Show de Johnny Carson.
Jess Oppenheimer, que va crear la sitcom I Love Lucy i va treballar de productor i guionista, va desenvolupar i patentar el primer teleprompter digital. Fou utilitzat per primera vegada per Lucille Ball i Desi Arnaz l'any 1953 per llegir els anuncis tot mirant a la càmera. Aviat va esdevenir una eina essencial per les notícies de televisió fins avui dia.
El primer teleprompter informàtic, Compu=Promp va aparèixer l'any 1982. Va ser inventat i comercialitzat per Courtney M. Goodin i Laurence B. Abrams a Los Angeles, Califòrnia. El programari i la maquinària van ser redissenyats per poder ser operats des de l'ordinador Atari 800, que permetia un desplaçament fluid del text. Posteriorment, la seva empresa es va convertir en ProPrompt, Inc., que continua prestant serveis de teleprompting. Altres companyies de teleprompting basades en paper, Electronic Script Prompting, QTV i Telescript van seguir el cas i van desenvolupar el seu propi programari diversos anys més tard, quan es van fer servir ordinadors amb prou potència gràfica. El gener de 2010, Compu=Prompt va rebre un premi Emmy de Tecnologia i Enginyeria.

## Usos en l'actualitat

### Televisió
Els teleprompters moderns utilitzats a les notícies inclouen un ordinador connectat a monitors de vídeo. En alguns casos, l'ordinador es pot connectar mitjançant WiFi, soulucionant així possibles problemes amb les distàncies i el cablejat. Els monitors són sovint en blanc i negre monocrom i tenen l'escaneig invertit per compensar la reflexió del mirall. Un dispositiu perifèric adjunt té un botó que es pot activar per accelerar, reduir la velocitat o fins i tot invertir el desplaçament del text. Normalment, el text es mostra en lletres blanques sobre un fons negre per obtenir la millor lectura. Les paraules difícils (principalment noms internacionals) estan escrites fonèticament.

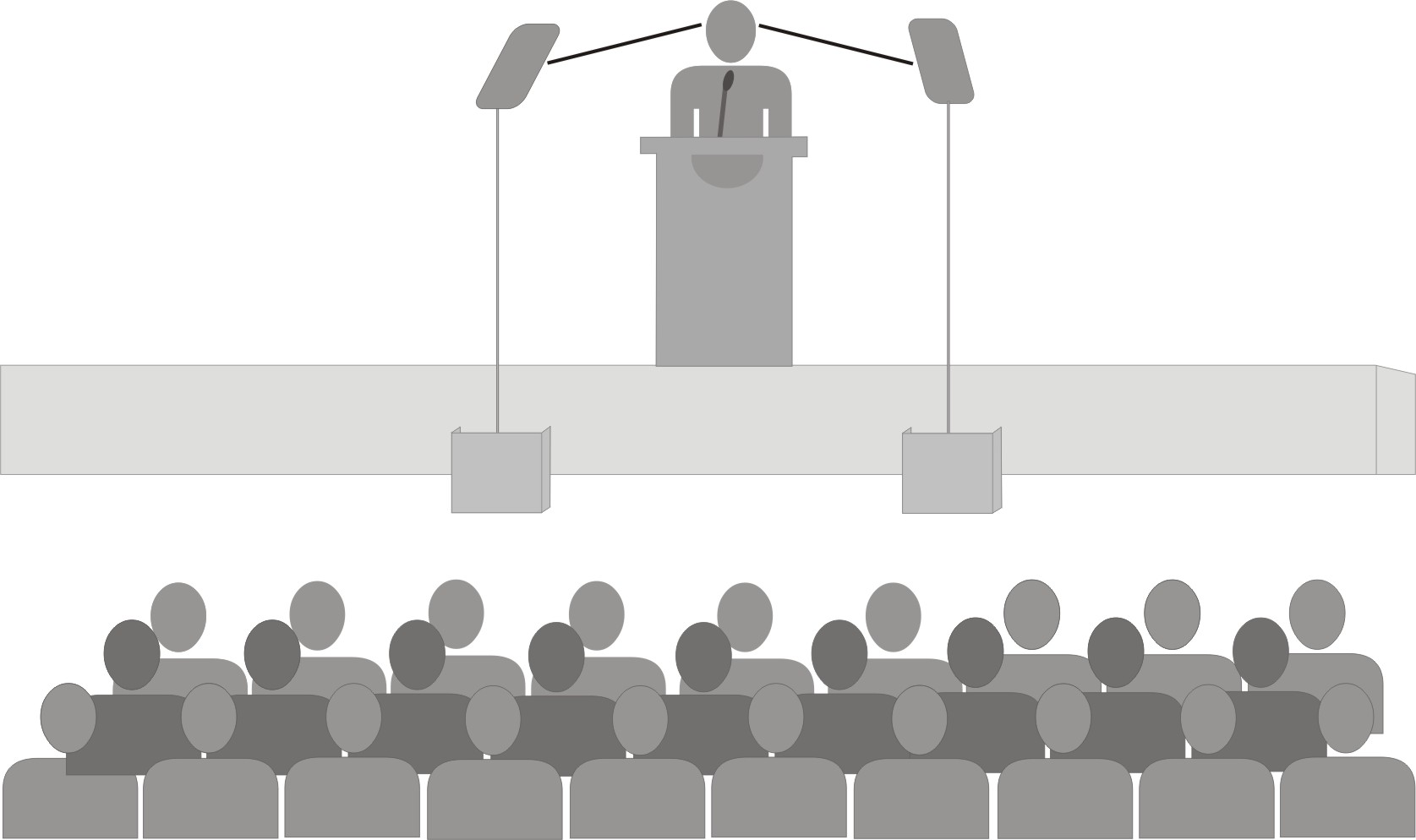
Teleprompter de pòdium

### Discursos
En aquest cas, la pantalla amb el text es troba a sota d'un faristol que subjecta un mirall perquè el parlant pugui llegir el text reflectit mentre que el públic només veu el que sembla un full de vidre opac o tintat davant del parlant.
El teleprompter sempre li facilita l'orador la lectura i el contacte amb la seva audiència. Aquest sol estar alineat per a la lectura correcta i ha de ser col·locat a 1,5 o 2 metres de l'orador, amb una inclinació del mirall a 45° perquè pugui llegir sense problemes. Quan l'orador canvia la seva vista del mirall dret a l'esquerre (per exemple), banya amb la seva mirada l'audiència del centre.

## El futur del teleprompter
En paral·lel a l'auge del vídeo a Internet (gràcies a plataformes com YouTube) i a la integració en la vida quotidiana dels telèfons intel·ligents (i les tauletes intel·ligents com l'iPad), ha sorgit una nova generació de teleprompters que substitueixen les pesades pantalles d'ordinador per aquests versàtils dispositius. Els nous teleprompters per a tauletes funcionen igual com els teleprompter d'estudi però són molt més lleugers, d'ús i transport fàcils. Costen aproximadament una cinquena part del que l'equip gros professional. això els fa populars tant entre els usuaris domèstics com professionals que desitgen, sense inversions grosses, comunicar per vídeo.
No serveix qualsevol mirall per a un teleprompter, aquests són de fabricació especial i la seva relació reflectivitat / translucidesa ha de ser 70/30 o 60/40 amb un gruix de 3 mm i super transparents perquè el diafragma de la càmera, no detecti la presència del mirall o en tot cas només redueixi 1/3 o 1/2 l'entrada de llum. La plataforma ha de tenir adaptadors per a qualsevol tipus de càmera.
Els programes de treball o programari (també en format d'aplicació per a tauletes) són els que ens permeten importar els discursos o guions de l'orador. N'hi ha de molt senzills o tremendament sofisticats. Avui en dia, un programa de treball es pot operar des d'un telèfon mòbil però per a una producció de vídeo o cinematogràfica o un discurs davant d'una audiència en viu, cal un programa de treball potent que ens doni la possibilitat d'importar textos tan grans com la producció ho requereixi en qüestió de segons i addicionalment que tingui la potència per fer totes les modificacions en el programa mateix, sense haver de sortir-ne per modificar la font, mida, color o edició en general.